# António Carlos Craveiro Lopes
António Carlos Craveiro Lopes ComSE (São José, Lisboa, 9 de fevereiro de 1868 – Carcavelos, Cascais, 12 de setembro de 1953) foi um médico cirurgião português.

## Biografia
Era filho de Francisco Higino Craveiro Lopes, capitão do Estado-Maior de Artilharia, e de sua mulher D. Maria Luísa Adelaide Capon Craveiro Lopes. Era irmão de João Carlos Craveiro Lopes e, através deste, foi tio do Presidente da República Francisco Craveiro Lopes.
Aluno distinto na Escola Médico-Cirúrgica de Lisboa, ocupou um lugar que havia sido criado pelo enfermeiro-mor Ferraz de Macedo no Hospital de São José para dois alunos dos últimos anos da escola médica, que ficavam responsáveis pela fiscalização técnica dos pensos de curativo dos doentes das enfermarias de cirurgia. Em 1890 apresentou a sua dissertação inaugural: Algumas palavras sobre o lúpus vulgar da face e seu tratamento. Por concurso de provas públicas, entrou para a secção de cirurgia do Hospital de São José, tendo sido nomeado interinamente cirurgião do banco do Hospital de São José em 22 de julho de 1890. Em 11 de novembro de 1895, foi nomeado médico extraordinário.
No Hospital de São José, foi diretor das enfermarias de Santo Amaro, S. João Baptista e de Santo António. Exerceu, ainda, para a Santa Casa da Misericórdia de Lisboa. Foi sócio correspondente da Société des Chirurgiens de Paris.
Foi condecorado com o grau de Comendador da Ordem Militar de Sant'Iago da Espada em 4 de Junho de 1931.
Casou-se com Maria Cristina Severim de Azevedo Craveiro Lopes, na Igreja de São Mamede, em Lisboa, em 22 de outubro de 1890. Tiveram dois filhos, Fernanda Craveiro Lopes e o também médico José Craveiro Lopes. Faleceu em 1958 na sua casa de verão, em Carcavelos, Cascais, após uma doença que o enfraquecia há vários meses; foi sepultado no Cemitério dos Prazeres, em Lisboa.